# Рубиана
Рубиа̀на (на италиански и на окситански: Rubiana; на пиемонтски: Rubian-a, Рубиан-а, на френски: Rubiane, Рубиан) е село и община в Метрополен град Торино, регион Пиемонт, Северна Италия. Разположено е на 640 m надморска височина. Към 1 януари 2020 г. населението на общината е 2385 души, от които 162 са чужди граждани.